# Nicolaaskathedraal (Białystok)
De Kathedraal van de Heilige Nicolaas (Pools: Sobór św. Mikołaja Cudotwórcy) in het centrum van de Poolse stad Białystok is sinds 1951 de kerk waar de bisschop zetelt van het Pools-orthodoxe bisdom  Gdańsk-Białystok. De kerk diende in de jaren 1994-1998 eveneens als de orthodoxe kerk voor de strijdkrachten van Polen. 

## Geschiedenis
In 1727 werd ten oosten van de huidige kathedraal een houten kerk met drie koepels gebouwd ter ere van de heilige Nicolaas. De toename van het aantal inwoners van Białystok als gevolg van de ontwikkeling van de industrie en een groeiend aantal orthodoxe inwoners door de toestroom van geloofsvluchtelingen uit het Russische Rijk en Russische ambtenaren leidden tot de goedkeuring van de bouw van een nieuwe kerk in 1840. Naast de oude kerk verrees in de jaren 1843-1846 een 40 meter hoog stenen kerkgebouw. Na de voltooiing werd de oude houten kerk gesloopt. 
De kerk werd op 25 augustus 1897 bezocht door tsaar Nicolaas II en zijn vrouw Alexandra Fjodorovna.
Oorspronkelijk was de Nicolaaskerk een gewone parochiekerk. Maar na de Tweede Wereldoorlog werden de staatsgrenzen gewijzigd en moest er een nieuw bisdom worden gevestigd. In de jaren 1950 besloot de bisschoppelijke raad van de Poolse Autocefale Orthodoxe Kerk tot de oprichting van het bisdom Gdańsk-Białystok en kreeg de Nicolaaskerk de status van kathedrale kerk.
De benedenkerk is gewijd aan Serafim van Sarov. 
Patriarch Dimitrios I vereerde de kerk met een bezoek in 1988. Het jaar daarop leidde metropoliet Bazyli van Warschau er de vieringen ter gelegenheid van het 900-jarig jubileum van de kerstening van Rusland. In mei 1991 maakte een bezoek aan de Nicolaaskathedraal deel uit van het programma van het pauselijk bezoek van Johannes Paulus II aan Polen. De Grieks-orthodoxe patriarch Theofilus III van Jeruzalem kwam in 2010 naar de kerk en op 18 augustus 2012 ontving de kathedraal de hoogste vertegenwoordiger van de Russisch-orthodoxe Kerk, patriarch  Kirill.

## Relieken Gabriel van Białystok

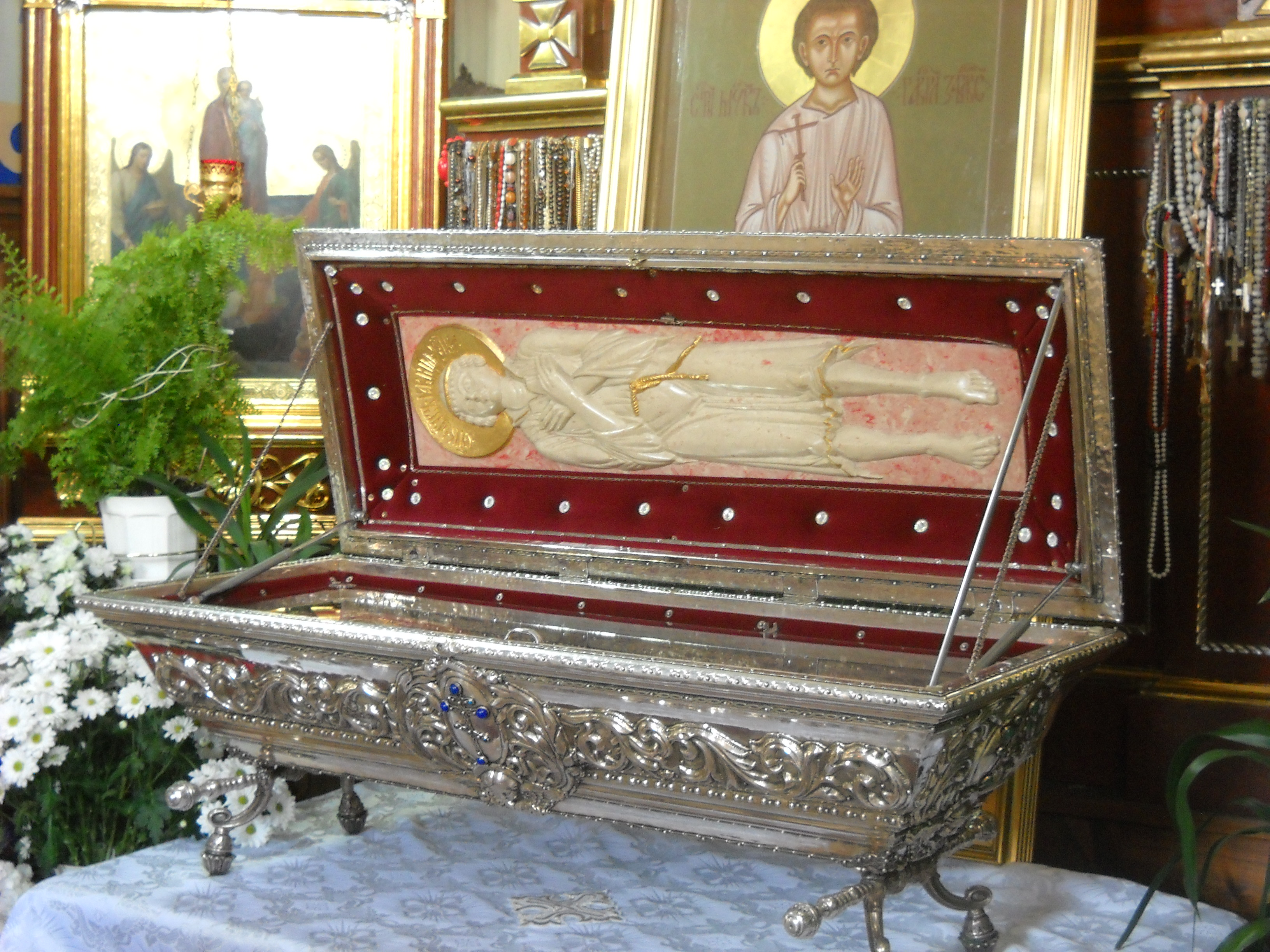
Schrijn van de heilige Gabriel van Białystok

In 1992 werden onder overweldigende publieke belangstelling en vertegenwoordigers van zowel de orthodoxe als de katholieke kerk de relieken van de kindheilige Gabriel van Białystok overgebracht van Grodno naar de Sint-Nicolaaskathedraal te Białystok. De vrome Gabriel van Białystok werd in 1690 op zesjarige leeftijd op gruwelijke wijze vermoord. Zijn lichaam werd aan de wilde dieren overgelaten, maar intact teruggevonden. Sindsdien wordt Gabriël in de orthodoxe kerk als schutspatroon van de jeugd vereerd. 

## Beschrijving gebouw
De huidige kerk is in de vorm van een grieks kruis in de stijl van het Russisch classicisme gebouwd met elementen van de antieke architectuur. Het westelijke deel van de kerk werd verlengd met een portiek waarop een toren met zeven klokken werd geplaatst. 
In 1910 gingen tijdens een renovatie de oorspronkelijke fresco's verloren. Nieuwe muurbeschildering werd aangebracht door een team Russische kunstenaars. Maar omdat de staat van het stucwerk slecht was, hebben deze fresco's het, op een afbeelding van de Verrezen Christus na, evenmin overleefd. De huidige muurbeschilderingen werden in de jaren 1988-1990 gemaakt door Jozeph Lotowski. De iconostase dateert nog uit de bouwperiode van de kerk.